# ماري أوكاموتو
ماري أوكاموتو (باليابانية: 岡本茉利) هي ممثلة يابانية، ولدت في 31 أكتوبر 1954 في اليابان.

## أعمال

### أفلام
- (1987) الفرسان الثلاثة

### مسلسلات
- الفرسان الثلاثة

## وصلات خارجية
- ماري أوكاموتو على موقع IMDb (الإنجليزية)
- ماري أوكاموتو على موقع قاعدة بيانات الفيلم (الإنجليزية)
- ماري أوكاموتو على موقع ANN person (الإنجليزية)